# Shamrock Rovers Football Club 1985-1986
Questa voce raccoglie le informazioni riguardanti lo Shamrock Rovers Football Club nelle competizioni ufficiali della stagione 1985-1986.

## Rosa
| N. |                             | Ruolo | Calciatore    |
| -- | --------------------------- | ----- | ------------- |
|    | Irlanda (bandiera)          | P     | Jody Byrne    |
|    | Irlanda (bandiera)          | D     | Peter Eccles  |
|    | Irlanda (bandiera)          | D     | Dermot Keely  |
|    | Irlanda (bandiera)          | D     | Kevin Brady   |
|    | Irlanda (bandiera)          | D     | Harry Kenny   |
|    | Irlanda del Nord (bandiera) | D     | Mick Neville  |
|    | Irlanda (bandiera)          | D     | Jack McDonagh |
|    | Irlanda (bandiera)          | C     | Pat Byrne     |
|    | Irlanda (bandiera)          | C     | Liam O'Brien  |
|    | Irlanda (bandiera)          | C     | Paul Doolin   |

| N. |                    | Ruolo | Calciatore       |
| -- | ------------------ | ----- | ---------------- |
|    | Irlanda (bandiera) | C     | Noel King        |
|    | Irlanda (bandiera) | C     | Eoin Monaghan    |
|    | Irlanda (bandiera) | A     | Neville Steedman |
|    | Irlanda (bandiera) | A     | Joan Coady       |
|    | Irlanda (bandiera) | A     | Noel Larkin      |
|    | Irlanda (bandiera) | A     | Fran Hitchcock   |
|    | Irlanda (bandiera) | A     | Mick Byrne       |
|    | Irlanda (bandiera) | A     | Terry Eviston    |
|    | Irlanda (bandiera) | A     | Michael O'Connor |
|    | Irlanda (bandiera) | A     | Bobby Browne     |

## Risultati

### Coppa dei Campioni
| Arbitro: | Kotherja |

|                      |           |  |
| Dajka 36’ Détári 67’ | Marcatori |  |

| Arbitro: | Ferguson |

|           |           |                          |
| Coady 84’ | Marcatori | 69’, 74’ Détári 85’ Cseh |

## Statistiche

### Statistiche di squadra
| Competizione       | Punti | Totale | Totale | Totale | Totale | Totale | Totale | D.R. |
| Competizione       | Punti | G      | V      | N      | P      | Gf     | Gs     | D.R. |
| ------------------ | ----- | ------ | ------ | ------ | ------ | ------ | ------ | ---- |
| League of Ireland  | 33    | 22     | 15     | 3      | 4      | 44     | 17     | -    |
| Coppa dei Campioni | -     | 2      | 0      | 0      | 2      | 1      | 5      | -    |